# Tempel 1
Tempel 1 också känd som 9P/Tempel, är en komet som upptäcktes den 3 april 1867 av astronomen Ernst Wilhelm Leberecht Tempel. Vid framträdandet 1867 var kometen möjlig att observera under hela fem månader och en tillförlitlig omloppsbana kunde räknas ut redan efter några månader. Observationsförhållande var gynnsamma 1873 och 1879.
1881 kom kometen relativt nära Jupiter och omloppstiden förlängdes till 6,5 år, varefter gynnsamma observationsförhållanden bara rådde vid varannan periheliepassage. Försök att observera kometen misslyckades 1898 och 1905. 1963 räknade B. G. Marsden fram att kometen hade återigen kommit nära Jupiter 1941 och 1953 varför kometen varit osynlig under flera år. Med dessa nya beräkningar gjordes nya ansträngningar att återfinna kometen 1967. Det lyckades, men bara vid ett enda tillfälle på grund av dåliga observationsförhållanden.
1972 var observationsförhållandena gynnsamma och kometen följdes under perioden januari till juni. Observationsförhållandena 1977-1978 var usla, men desto bättre 1983, 1994 och 2005.

## Deep Impact

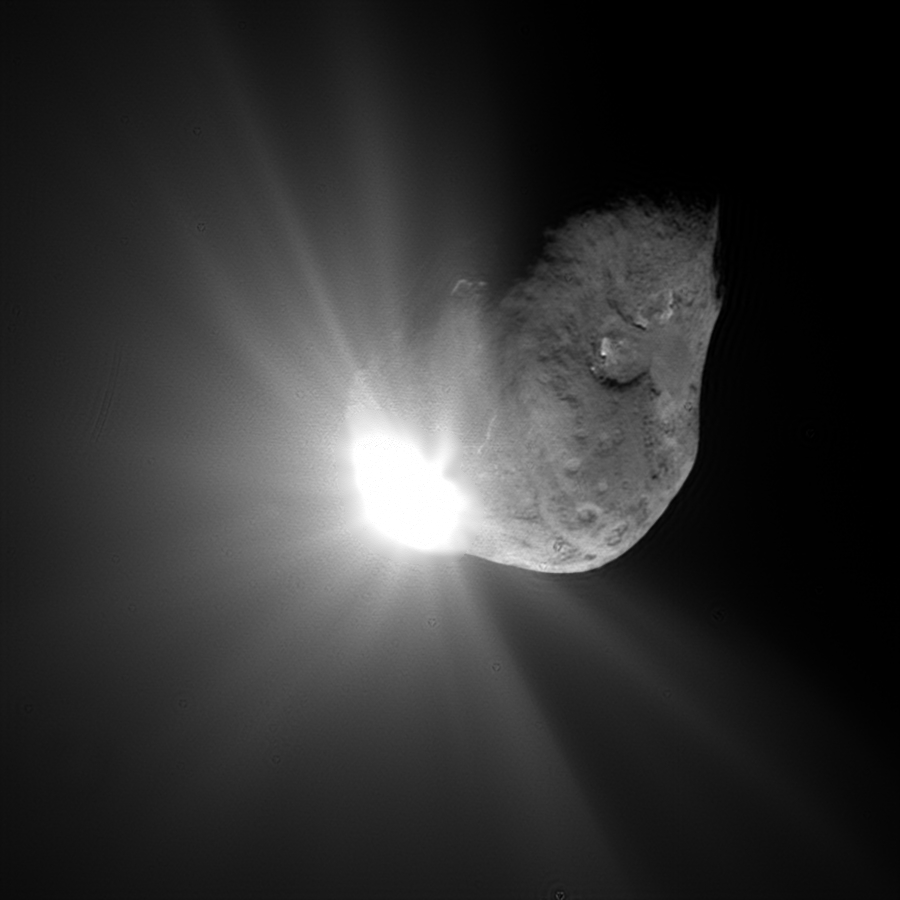
Rymdsond träffar Tempel 1

Huvudartikel: Deep Impact (rymdsond)
Den 4 juli 2005 träffades kometen av en liten rymdsond som rymdskeppet Deep Impact sköt ut. Rymdsonden skulle krascha in i Tempel 1 med en hastighet av 37 000 kilometer i timmen, vilket är 100 gånger snabbare än projektilen från ett skjutvapen. I kollisionen skulle det bildas en krater djup som ett tiovåningshus, och slå loss stora mängder material. Deep Impact såg på när en sond kraschade in i kometen och den analyserade även materialet som slungades ut, genom att analysera våglängderna på materialet. Även en rad teleskop och satelliter var vid tillfället riktade mot kometen, däribland rymdteleskopet Hubble och rymdsonden Rosetta.
Projektet drevs av Nasa och skulle ge oss mer insikt i hur en komet är uppbyggd och om vattnet på jorden kom hit genom kometer.

## Resultatet från Deep Impact
Allt gick enligt planerna och rymdsonden kom i kontakt med is på kometens yta. Man har aldrig träffat på is på en komet tidigare varför det blev en sensation. Det var däremot inte så mycket is som förväntat och det kan definitivt inte vara enda ursprunget för vatten på jorden. Dessa mätningar gjordes endast på kometens yta, och eftersom "svansen" är av vatten så måste det finnas stora mängder vatten under ytan.

## Framtida utveckling
Med en omloppstid på 5,5 år kommer kometen att fortsätta ha gynnsamma framträdanden vid varannan periheliepassage. 2011 tillhör därför de mindre gynnsamma medan 2016 blir bättre. 2024 kommer kometen återigen nära Jupiter och omloppstiden kommer då att öka till 6,0 år varför nya gynnsamma observationstillfällen kommer att dröja till efter 2036, då omloppstiden åter kommer öka med några månader.